# Friedrich von Eynern junior
Friedrich von Eynern junior (* 9. Dezember 1834 in Barmen (heute Stadtteil von Wuppertal); † 24. Februar 1893 ebenda) war Kaufmann.

## Leben
Als Sohn von Friedrich von Eynern gründete er zusammen mit ihm und seinem Bruder am 1. Januar 1861 eine eigene Indigo-Großhandlung Friedrich von Eynern Söhne.
Während sein Bruder sich vornehmlich in dem Gemeindewesen engagierte, betätigte sich Friedrich auf wirtschaftlichem Gebiet. Von Oktober 1867 bis Juni 1871 war er Mitglied der Handelskammer von Elberfeld und Barmen und ab Januar 1874 Mitglied der Handelskammer zu Barmen (aufgegangen heute in der Industrie- und Handelskammer Wuppertal-Solingen-Remscheid). Diese wählte ihn im Januar 1882 zum stellvertretenden Präsidenten und nach dem Tode Friedrich Wilhelm Osterroths als Nachfolger zum Präsidenten.
Er galt als Vertreter der gemäßigten Handelsfreiheit und nahm gelegentlich in der Öffentlichkeit, insbesondere im Städtetag in Berlin, Stellung zu der von der Regierung angestrebten Schutzzollpolitik.

## Honoratiorenschaft
Durch seine Initiative wurde eine freiwillige kaufmännische Fortbildungsschule gegründet, in deren Kuratorium er der Vorsitzende wurde. Weiter war er der stellvertretende Vorsitzende des Kuratoriums der Wuppertaler Realschule (Handelsschule). Auch ist er Mitbegründer des Barmer Verschönerungsvereins.
Nach seiner Familientradition betätigte er sich in der lutherischen Gemeinde Barmen-Wupperfeld als Kirchmeister.

## Auszeichnung
Friedrich von Eynern jun. wurde 1889 der Titel eines Kommerzienrats verliehen.

## Familie
Friedrich von Eynern heiratete 1861 Emilie Rittershaus (1837–1878), Tochter des Fabrikanten Wilhelm Rittershaus (Teilhaber der Firma Schlieper, Wülfing & Co.).